# VBK GT6-EP
Die Triebwagen des Typs GT6-EP waren sechsachsige Gelenktriebwagen der Verkehrsbetriebe Karlsruhe (VBK), die in den Jahren 1959 bis 1960 von der Deutschen Waggon- und Maschinenfabrik (DWM) an die VBK zum Einsatz im Karlsruher Straßenbahnnetz geliefert wurden. Die Abkürzung steht dabei für „Gelenk-Triebwagen mit 6 Achsen und elektropneumatischer Schützensteuerung“.

## Aufbau

### Technik
Bei den Wagen handelte es sich um zweiteilige 2,40 Meter breite Einrichtungs-Gelenktriebwagen. Die beiden Fahrzeugteile waren in der Mitte durch ein Jakobsdrehgestell mit Portal-Durchgang gelenkig verbunden. Sie entsprachen in ihrem mechanischen Aufbau und ihrer Formgebung den ab 1961 von den Verkehrsbetrieben Karlsruhe eingesetzten Triebwagen des Typs GT6-D, die jedoch mit einer Breite von 2,37 Metern drei Zentimeter schmaler waren. Um mit den Fahrzeugen des Typs T4-EP und den Fahrzeugen GT6-EP und GT8-EP der Albtal-Verkehrs-Gesellschaft (AVG) in Mehrfachtraktion verkehren zu können, wurden sie wie die Fahrzeuge der AVG mit einer elektropneumatischen Steuerung ausgestattet. Trotz ihrer großen Ähnlichkeit zum Duewag-Gelenkwagen handelte es sich nicht um Lizenzbauten.
Die Fahrzeuge des Typ GT6-EP unterschieden sich von den normalen Straßenbahnfahrzeugen des Typs GT6-D auch darin, dass sie für den Einsatz auf der Albtalbahn, die nach der Eisenbahn-Bau- und Betriebsordnung als Eisenbahnstrecke betrieben wird, mit den für den Eisenbahnbetrieb vorgeschriebenen Einrichtungen ausgestattet wurden: Sie besaßen eine Sicherheitsfahrschaltung, eine Warnpfeife und breite Radreifen mit einem Mischprofil für Straßenbahn- und Eisenbahngleise.
Die beiden äußeren konventionellen Drehgestelle wurden jeweils durch Gleichstrommotoren mit 120 kW Leistung angetrieben, die mit Hilfe einer elektropneumatischen Schützensteuerung mit Hebelbedienung gesteuert wurden. Die Wagen besaßen wie die GT6-EP und GT8-EP der AVG eine BSI-Kompaktkupplung, wodurch Doppel- und Mehrfachtraktionen mit bis zu vier Wagen möglich waren.

### Innenraum und Farbgebung
Der Fahrgastraum war mit einer Bestuhlung mit Durofol-Pressholzsitzen auf Stahlrohrgestellen in 2+1-Anordnung ausgestattet. Zusätzlich befand sich zunächst an der hinteren Tür ein Schaffnersitzplatz, der 1966 beim Umbau auf Einmannbetrieb in der Waggonfabrik Rastatt entfernt wurde.
Die Wagen waren in den Karlsruher Stadtfarben hellgelb lackiert und mit einem roten Zierstreifen unterhalb der Fenster sowie Zierleisten aus Aluminium versehen. Besonders an den Wagen war, dass sie, wie die Wagen des Typs GT6-D und GT8-D, nach Berliner Ortsteilnamen getauft waren, um Verbundenheit mit der geteilten Stadt auszudrücken. An der rechten Seite befand sich jeweils an Bug und Heck der Berliner Bär mit dem jeweiligen Namen.
Die Wagen trugen folgende Namen:
| Nummer | Name (im Bezirk)         | Sektor       |
| ------ | ------------------------ | ------------ |
| 142    | Wittenau (Reinickendorf) | französisch  |
| 143    | Britz (Neukölln)         | amerikanisch |
| 144    | Buckow (Neukölln)        | amerikanisch |
| 145    | Rudow (Neukölln)         | amerikanisch |
| 146    | Johannisthal (Treptow)   | sowjetisch   |

## Geschichte

### Lieferung
Nachdem die Albtal-Verkehrs-Gesellschaft für die umgespurte Albtalbahn neue Triebwagen des Typs GT6-EP bestellt hatte, entschieden sich die Verkehrsbetriebe Karlsruhe denselben Fahrzeugtyp zu bestellen. Zur Förderung der Wirtschaft in der damals geteilten Stadt Berlin bestellten die VBK nicht wie die AVG bei Düwag oder der Waggonfabrik Rastatt, sondern bei der Deutschen Waggon- und Maschinenfabrik in West-Berlin.
Die Triebwagen wurden in den Jahren 1959 und 1960 an die Verkehrsbetriebe Karlsruhe ausgeliefert. Die elektrische Ausstattung der Wagen mit elektropneumatischer Steuerung stammte von BBC aus Mannheim. Die Fahrzeuge der zweiten Serie wurden ab dem Jahr 1961 ausgeliefert und erhielten anstatt einer elektropneumatischen Steuerung eine direkte Steuerung. Ab der zweiten Lieferserie erhielten die Fahrzeuge deswegen die Bezeichnung GT6-D.

### Einsatz und Ausmusterung
Die Fahrzeuge waren anfänglich auf der damaligen Linie A der Stadtbahn Karlsruhe im Albtal zwischen der Karlsruher Innenstadt und Herrenalb im Einsatz. Später waren sie im gesamten Straßenbahnnetz anzutreffen. Es wurden auch gemischte Doppeltraktionen mit den ehemaligen Gelenktriebwagen GT8-EP und GT8-EP (Waggon Union) der AVG gebildet.
Die Triebwagen wurden im Jahr 1995 mit Lieferung der ersten niederflurigen Straßenbahnwagen vom Typ GT6-70D/N und GT8-70D/N ausgemustert. Wagen 142 wurde verschrottet, die Wagen 143–146 wurden an die Straßenbahn Timișoara abgegeben und dort 2002 ausgemustert.